# Élections législatives de 1898 dans le Nord
Les élections législatives de 1898 ont eu lieu les 8 et 22 mai.

## Députés élus
|    | Circonscription     | Député élu                |  | Groupe parlementaire       |
| -- | ------------------- | ------------------------- |  | -------------------------- |
| 1  | 1re d'Avesnes       | Léon Guillemein           |  | Républicains progressistes |
| 2  | 2e d'Avesnes        | Félix Defontaine          |  | Radical-socialiste         |
| 3  | 3e d'Avesnes        | Evrard Eliez-Evrard       |  | Union progressiste         |
| 4  | 1re de Cambrai      | Paul Bersez               |  | Républicains progressistes |
| 5  | 2e de Cambrai       | Louis Morcrette-Ledieu    |  | Républicains progressistes |
| 6  | 1re de Douai        | François Debève           |  | Républicains progressistes |
| 7  | 2e de Douai         | Raoul Gabriel des Rotours |  | Républicains indépendants  |
| 8  | 1re de Dunkerque    | Florent Guillain          |  | Républicains progressistes |
| 9  | 2e de Dunkerque     | Henry Cochin              |  | Républicains indépendants  |
| 10 | 1re d'Hazebrouck    | Jules-Auguste Lemire      |  | Non-inscrit                |
| 11 | 2e d'Hazebrouck     | Jean Plichon              |  | Républicains indépendants  |
| 12 | 1re de Lille        | Théodore Barrois          |  | Républicains progressistes |
| 13 | 2e de Lille         | Ernest Loyez              |  | Républicains progressistes |
| 14 | 3e de Lille         | Paul Rogez                |  | Républicains progressistes |
| 15 | 4e de Lille         | Jules Dansette            |  | Républicains indépendants  |
| 16 | 5e de Lille         | Marcel Delaune            |  | Union progressiste         |
| 17 | 6e de Lille         | Geoffroy de Montalembert  |  | Républicains indépendants  |
| 18 | 7e de Lille         | Eugène Motte              |  | Républicains progressistes |
| 19 | 8e de Lille         | Albert Masurel            |  | Républicains progressistes |
| 20 | 1re de Valenciennes | Emile Weill-Mallez        |  | Républicains progressistes |
| 21 | 2e de Valenciennes  | Ferdinand Lepez           |  | Républicains progressistes |
| 22 | 3e de Valenciennes  | Hector Sirot-Mallez       |  | Républicains progressistes |

## Résultats à l'échelle du département
| Partis         | Partis                     | Premier tour | Premier tour | Deuxième tour | Deuxième tour | Sièges |
| Partis         | Partis                     | Voix         | %            | Voix          | %             | Sièges |
| -------------- | -------------------------- | ------------ | ------------ | ------------- | ------------- | ------ |
|                | Républicains progressistes | 138 410      | 40,20        | 81 079        | 56,76         | 15     |
|                | Parti ouvrier français     | 63 102       | 18,33        | 25 876        | 18,11         | 0      |
|                | Ralliés                    | 58 717       | 17,05        | 13 570        | 9,50          | 4      |
|                | Républicains radicaux      | 23 764       | 6,90         | 10 030        | 7,02          | 0      |
|                | Radicaux socialistes       | 23 555       | 6,84         |               |               | 2      |
|                | Socialistes                | 18 208       | 5,29         | 7 314         | 5,12          | 0      |
|                | Socialistes chrétiens      | 8 751        | 2,54         |               |               | 1      |
|                | Monarchistes               | 5 007        | 1,45         | 4 981         | 3,49          | 0      |
|                | Nationalistes              | 4 274        | 1,24         |               |               | 0      |
|                | Divers                     | 526          | 0,15         | 0             |               |        |
|                |                            |              |              |               |               |        |
| Inscrits       | Inscrits                   | 431 293      | 100,00       | 187 038       | 100,00        | 22     |
| Votants        | Votants                    | 354 333      | 82,16        | 146 477       | 78,31         |        |
| Abstentions    | Abstentions                | 76 960       | 17,84        | 40 561        | 21,69         |        |
| Blancs et nuls | Blancs et nuls             | 10 019       | 2,83         | 3 627         | 2,48          |        |
| Exprimés       | Exprimés                   | 344 314      | 97,17        | 142 850       | 97,52         |        |

## Résultats par arrondissement

### Arrondissement d'Avesnes

#### 1recirconscription
| Candidat       | Candidat          | Parti                    | Premier tour | Premier tour | Deuxième tour | Deuxième tour |
| Candidat       | Candidat          | Parti                    | Voix         | %            | Voix          | %             |
| -------------- | ----------------- | ------------------------ | ------------ | ------------ | ------------- | ------------- |
|                | Léon Guillemein   | Républicain progressiste | 5 962        | 46,87        | 6 752         | 56,03         |
|                | Ferdinand Roussel | POF                      | 4 002        | 31,46        | 317           | 2,63          |
|                | Mercier           | Monarchiste              | 2 755        | 21,66        | 4 981         | 41,34         |
|                |                   |                          |              |              |               |               |
| Inscrits       | Inscrits          | Inscrits                 | 16 702       | 100,00       | 16 710        | 100,00        |
| Votants        | Votants           | Votants                  | 12 907       | 77,28        | 12 352        | 73,92         |
| Abstention     | Abstention        | Abstention               | 3 795        | 22,72        | 4 358         | 26,08         |
| Blancs et nuls | Blancs et nuls    | Blancs et nuls           | 188          | 1,46         | 302           | 2,44          |
| Exprimés       | Exprimés          | Exprimés                 | 12 719       | 98,54        | 12 050        | 97,56         |

#### 2ecirconscription
| Candidat       | Candidat         | Parti                    | Premier tour | Premier tour |
| Candidat       | Candidat         | Parti                    | Voix         | %            |
| -------------- | ---------------- | ------------------------ | ------------ | ------------ |
|                | Félix Defontaine | Radical socialiste       | 8 514        | 53,70        |
|                | Walrand          | Républicain progressiste | 7 341        | 46,30        |
|                |                  |                          |              |              |
| Inscrits       | Inscrits         | Inscrits                 | 18 858       | 100,00       |
| Votants        | Votants          | Votants                  | 16 037       | 85,04        |
| Abstention     | Abstention       | Abstention               | 2 821        | 14,96        |
| Blancs et nuls | Blancs et nuls   | Blancs et nuls           | 182          | 1,13         |
| Exprimés       | Exprimés         | Exprimés                 | 15 855       | 98,87        |

#### 3ecirconscription
| Candidat       | Candidat            | Parti                    | Premier tour | Premier tour |
| Candidat       | Candidat            | Parti                    | Voix         | %            |
| -------------- | ------------------- | ------------------------ | ------------ | ------------ |
|                | Evrard Eliez-Evrard | Républicain progressiste | 7 688        | 63,15        |
|                | Du Sartet           | Rallié                   | 3 961        | 32,53        |
|                | Berquet             | Divers                   | 526          | 4,32         |
|                |                     |                          |              |              |
| Inscrits       | Inscrits            | Inscrits                 | 15 746       | 100,00       |
| Votants        | Votants             | Votants                  | 12 529       | 79,57        |
| Abstention     | Abstention          | Abstention               | 3 217        | 20,43        |
| Blancs et nuls | Blancs et nuls      | Blancs et nuls           | 354          | 2,83         |
| Exprimés       | Exprimés            | Exprimés                 | 12 175       | 97,17        |

### Arrondissement de Cambrai

#### 1recirconscription
| Candidat       | Candidat        | Parti                    | Premier tour | Premier tour |
| Candidat       | Candidat        | Parti                    | Voix         | %            |
| -------------- | --------------- | ------------------------ | ------------ | ------------ |
|                | Paul Bersez     | Républicain progressiste | 15 432       | 63,83        |
|                | Émile Bonnardel | POF                      | 4 469        | 18,49        |
|                | Robert Mitchell | Nationaliste             | 4 274        | 17,68        |
|                |                 |                          |              |              |
| Inscrits       | Inscrits        | Inscrits                 | 29 143       | 100,00       |
| Votants        | Votants         | Votants                  | 24 506       | 84,09        |
| Abstention     | Abstention      | Abstention               | 4 637        | 15,91        |
| Blancs et nuls | Blancs et nuls  | Blancs et nuls           | 331          | 1,35         |
| Exprimés       | Exprimés        | Exprimés                 | 24 175       | 98,65        |

#### 2ecirconscription
| Candidat       | Candidat               | Parti                    | Premier tour | Premier tour | Deuxième tour | Deuxième tour |
| Candidat       | Candidat               | Parti                    | Voix         | %            | Voix          | %             |
| -------------- | ---------------------- | ------------------------ | ------------ | ------------ | ------------- | ------------- |
|                | Julien Rassel          | POF                      | 8 425        | 40,68        | 10 256        | 49,97         |
|                | Louis Morcrette-Ledieu | Républicain progressiste | 8 052        | 38,88        | 10 270        | 50,03         |
|                | Gosset                 | Républicain radical      | 3 600        | 17,38        |               |               |
|                | Hennappe               | Républicain radical      | 632          | 3,05         |               |               |
|                |                        |                          |              |              |               |               |
| Inscrits       | Inscrits               | Inscrits                 | 26 207       | 100,00       | 26 207        | 100,00        |
| Votants        | Votants                | Votants                  | 21 551       | 82,23        | 21 141        | 80,67         |
| Abstention     | Abstention             | Abstention               | 4 656        | 17,77        | 5 066         | 19,33         |
| Blancs et nuls | Blancs et nuls         | Blancs et nuls           | 842          | 3,91         | 615           | 2,91          |
| Exprimés       | Exprimés               | Exprimés                 | 20 709       | 96,09        | 20 526        | 97,09         |

### Arrondissement de Douai

#### 1recirconscription
| Candidat       | Candidat            | Parti                    | Premier tour | Premier tour | Deuxième tour | Deuxième tour |
| Candidat       | Candidat            | Parti                    | Voix         | %            | Voix          | %             |
| -------------- | ------------------- | ------------------------ | ------------ | ------------ | ------------- | ------------- |
|                | François Debève     | Républicain progressiste | 7 476        | 44,59        | 9 532         | 90,33         |
|                | Jean François Morel | Rallié                   | 5 249        | 31,31        | 724           | 6,86          |
|                | Alcide Moché        | Socialiste               | 4 042        | 24,11        | 297           | 2,81          |
|                |                     |                          |              |              |               |               |
| Inscrits       | Inscrits            | Inscrits                 | 20 863       | 100,00       | 20 863        | 100,00        |
| Votants        | Votants             | Votants                  | 16 932       | 81,16        | 11 563        | 55,42         |
| Abstention     | Abstention          | Abstention               | 3 931        | 18,84        | 9 300         | 44,58         |
| Blancs et nuls | Blancs et nuls      | Blancs et nuls           | 165          | 0,97         | 1 010         | 8,73          |
| Exprimés       | Exprimés            | Exprimés                 | 16 767       | 99,03        | 10 553        | 91,27         |

#### 2ecirconscription
| Candidat       | Candidat                  | Parti          | Premier tour | Premier tour |
| Candidat       | Candidat                  | Parti          | Voix         | %            |
| -------------- | ------------------------- | -------------- | ------------ | ------------ |
|                | Raoul Gabriel des Rotours | Rallié         | 9 468        | 71,13        |
|                | Ernest François           | POF            | 3 843        | 28,87        |
|                |                           |                |              |              |
| Inscrits       | Inscrits                  | Inscrits       | 16 545       | 100,00       |
| Votants        | Votants                   | Votants        | 13 892       | 83,96        |
| Abstention     | Abstention                | Abstention     | 2 653        | 16,04        |
| Blancs et nuls | Blancs et nuls            | Blancs et nuls | 581          | 4,18         |
| Exprimés       | Exprimés                  | Exprimés       | 13 311       | 95,82        |

### Arrondissement de Dunkerque

#### 1recirconscription
| Candidat       | Candidat         | Parti                    | Premier tour | Premier tour |
| Candidat       | Candidat         | Parti                    | Voix         | %            |
| -------------- | ---------------- | ------------------------ | ------------ | ------------ |
|                | Florent Guillain | Républicain progressiste | 7 509        | 53,87        |
|                | Fontaine         | Socialiste               | 3 508        | 25,16        |
|                | Louis-Albert     | Monarchiste              | 2 252        | 16,15        |
|                | Dumortier        | POF                      | 671          | 4,81         |
|                |                  |                          |              |              |
| Inscrits       | Inscrits         | Inscrits                 | 20 212       | 100,00       |
| Votants        | Votants          | Votants                  | 14 163       | 70,07        |
| Abstention     | Abstention       | Abstention               | 6 049        | 29,93        |
| Blancs et nuls | Blancs et nuls   | Blancs et nuls           | 223          | 1,57         |
| Exprimés       | Exprimés         | Exprimés                 | 13 940       | 98,43        |

#### 2ecirconscription
| Candidat       | Candidat       | Parti                    | Premier tour | Premier tour |
| Candidat       | Candidat       | Parti                    | Voix         | %            |
| -------------- | -------------- | ------------------------ | ------------ | ------------ |
|                | Henry Cochin   | Rallié                   | 9 371        | 77,97        |
|                | Vandenbroucque | Républicain progressiste | 2 648        | 22,03        |
|                |                |                          |              |              |
| Inscrits       | Inscrits       | Inscrits                 | 15 070       | 100,00       |
| Votants        | Votants        | Votants                  | 12 196       | 80,93        |
| Abstention     | Abstention     | Abstention               | 2 874        | 19,07        |
| Blancs et nuls | Blancs et nuls | Blancs et nuls           | 177          | 1,45         |
| Exprimés       | Exprimés       | Exprimés                 | 12 019       | 98,55        |

### Arrondissement d'Hazebrouck

#### 1recirconscription
| Candidat       | Candidat             | Parti               | Premier tour | Premier tour |
| Candidat       | Candidat             | Parti               | Voix         | %            |
| -------------- | -------------------- | ------------------- | ------------ | ------------ |
|                | Jules-Auguste Lemire | Socialiste chrétien | 8 751        | 100,00       |
|                |                      |                     |              |              |
| Inscrits       | Inscrits             | Inscrits            | 15 874       | 100,00       |
| Votants        | Votants              | Votants             | 11 818       | 74,45        |
| Abstention     | Abstention           | Abstention          | 4 056        | 25,55        |
| Blancs et nuls | Blancs et nuls       | Blancs et nuls      | 3 067        | 25,95        |
| Exprimés       | Exprimés             | Exprimés            | 8 751        | 74,05        |

#### 2ecirconscription
| Candidat       | Candidat            | Parti          | Premier tour | Premier tour |
| Candidat       | Candidat            | Parti          | Voix         | %            |
| -------------- | ------------------- | -------------- | ------------ | ------------ |
|                | Jean Plichon        | Rallié         | 9 619        | 92,78        |
|                | Gustave Descheerder | POF            | 749          | 7,22         |
|                |                     |                |              |              |
| Inscrits       | Inscrits            | Inscrits       | 14 077       | 100,00       |
| Votants        | Votants             | Votants        | 11 142       | 79,15        |
| Abstention     | Abstention          | Abstention     | 2 935        | 20,85        |
| Blancs et nuls | Blancs et nuls      | Blancs et nuls | 774          | 6,95         |
| Exprimés       | Exprimés            | Exprimés       | 10 368       | 93,05        |

### Arrondissement de Lille

#### 1recirconscription
| Candidat       | Candidat         | Parti                    | Premier tour | Premier tour |
| Candidat       | Candidat         | Parti                    | Voix         | %            |
| -------------- | ---------------- | ------------------------ | ------------ | ------------ |
|                | Théodore Barrois | Républicain progressiste | 9 127        | 55,79        |
|                | Louis Dupied     | POF                      | 4 763        | 29,12        |
|                | Debierre         | Républicain radical      | 2 469        | 15,09        |
|                |                  |                          |              |              |
| Inscrits       | Inscrits         | Inscrits                 | 19 861       | 100,00       |
| Votants        | Votants          | Votants                  | 16 542       | 83,29        |
| Abstention     | Abstention       | Abstention               | 3 319        | 16,71        |
| Blancs et nuls | Blancs et nuls   | Blancs et nuls           | 183          | 1,11         |
| Exprimés       | Exprimés         | Exprimés                 | 16 359       | 98,89        |

#### 2ecirconscription
| Candidat       | Candidat         | Parti                    | Premier tour | Premier tour | Deuxième tour | Deuxième tour |
| Candidat       | Candidat         | Parti                    | Voix         | %            | Voix          | %             |
| -------------- | ---------------- | ------------------------ | ------------ | ------------ | ------------- | ------------- |
|                | Ernest Loyez     | Républicain progressiste | 9 214        | 48,66        | 10 245        | 54,92         |
|                | Henri Ghesquière | POF                      | 7 317        | 38,64        | 8 411         | 45,08         |
|                | Werquin          | Républicain radical      | 2 403        | 12,69        |               |               |
|                |                  |                          |              |              |               |               |
| Inscrits       | Inscrits         | Inscrits                 | 22 328       | 100,00       | 22 328        | 100,00        |
| Votants        | Votants          | Votants                  | 19 081       | 85,46        | 18 892        | 84,61         |
| Abstention     | Abstention       | Abstention               | 3 247        | 14,54        | 3 436         | 15,39         |
| Blancs et nuls | Blancs et nuls   | Blancs et nuls           | 147          | 0,77         | 236           | 1,25          |
| Exprimés       | Exprimés         | Exprimés                 | 18 934       | 99,23        | 18 656        | 98,75         |

#### 3ecirconscription
| Candidat       | Candidat       | Parti                    | Premier tour | Premier tour | Deuxième tour | Deuxième tour |
| Candidat       | Candidat       | Parti                    | Voix         | %            | Voix          | %             |
| -------------- | -------------- | ------------------------ | ------------ | ------------ | ------------- | ------------- |
|                | Jacques Sever  | POF                      | 5 626        | 36,67        | 6 892         | 46,36         |
|                | Paul Rogez     | Républicain progressiste | 5 335        | 34,78        | 7 974         | 53,64         |
|                | Tribourdeaux   | Républicain radical      | 4 380        | 28,55        |               |               |
|                |                |                          |              |              |               |               |
| Inscrits       | Inscrits       | Inscrits                 | 18 441       | 100,00       | 18 441        | 100,00        |
| Votants        | Votants        | Votants                  | 15 489       | 83,99        | 15 196        | 82,40         |
| Abstention     | Abstention     | Abstention               | 2 952        | 16,01        | 3 245         | 17,60         |
| Blancs et nuls | Blancs et nuls | Blancs et nuls           | 148          | 0,96         | 330           | 2,17          |
| Exprimés       | Exprimés       | Exprimés                 | 15 341       | 99,04        | 14 866        | 97,83         |

#### 4ecirconscription
| Candidat       | Candidat       | Parti               | Premier tour | Premier tour |
| Candidat       | Candidat       | Parti               | Voix         | %            |
| -------------- | -------------- | ------------------- | ------------ | ------------ |
|                | Jules Dansette | Rallié              | 10 923       | 60,21        |
|                | Arthur Sohier  | POF                 | 3 874        | 21,35        |
|                | Albert Lecomte | Républicain radical | 3 346        | 18,44        |
|                |                |                     |              |              |
| Inscrits       | Inscrits       | Inscrits            | 21 231       | 100,00       |
| Votants        | Votants        | Votants             | 18 314       | 86,26        |
| Abstention     | Abstention     | Abstention          | 2 917        | 13,74        |
| Blancs et nuls | Blancs et nuls | Blancs et nuls      | 171          | 0,93         |
| Exprimés       | Exprimés       | Exprimés            | 18 143       | 99,07        |

#### 5ecirconscription
| Candidat       | Candidat       | Parti                    | Premier tour | Premier tour |
| Candidat       | Candidat       | Parti                    | Voix         | %            |
| -------------- | -------------- | ------------------------ | ------------ | ------------ |
|                | Marcel Delaune | Républicain progressiste | 11 496       | 77,25        |
|                | Henri Samson   | POF                      | 3 385        | 22,75        |
|                |                |                          |              |              |
| Inscrits       | Inscrits       | Inscrits                 | 19 210       | 100,00       |
| Votants        | Votants        | Votants                  | 15 618       | 81,30        |
| Abstention     | Abstention     | Abstention               | 3 592        | 18,70        |
| Blancs et nuls | Blancs et nuls | Blancs et nuls           | 737          | 4,72         |
| Exprimés       | Exprimés       | Exprimés                 | 14 881       | 95,28        |

#### 6ecirconscription
| Candidat       | Candidat                 | Parti              | Premier tour | Premier tour |
| Candidat       | Candidat                 | Parti              | Voix         | %            |
| -------------- | ------------------------ | ------------------ | ------------ | ------------ |
|                | Geoffroy de Montalembert | Rallié             | 8 075        | 58,75        |
|                | Émile Moreau             | Radical socialiste | 5 670        | 41,25        |
|                |                          |                    |              |              |
| Inscrits       | Inscrits                 | Inscrits           | 16 636       | 100,00       |
| Votants        | Votants                  | Votants            | 14 242       | 85,61        |
| Abstention     | Abstention               | Abstention         | 2 394        | 14,39        |
| Blancs et nuls | Blancs et nuls           | Blancs et nuls     | 497          | 3,49         |
| Exprimés       | Exprimés                 | Exprimés           | 13 745       | 96,51        |

#### 7ecirconscription
| Candidat       | Candidat       | Parti                    | Premier tour | Premier tour |
| Candidat       | Candidat       | Parti                    | Voix         | %            |
| -------------- | -------------- | ------------------------ | ------------ | ------------ |
|                | Eugène Motte   | Républicain progressiste | 11 256       | 58,46        |
|                | Jules Guesde   | POF                      | 7 998        | 41,54        |
|                |                |                          |              |              |
| Inscrits       | Inscrits       | Inscrits                 | 21 722       | 100,00       |
| Votants        | Votants        | Votants                  | 19 384       | 89,24        |
| Abstention     | Abstention     | Abstention               | 2 338        | 10,76        |
| Blancs et nuls | Blancs et nuls | Blancs et nuls           | 130          | 0,67         |
| Exprimés       | Exprimés       | Exprimés                 | 19 254       | 99,33        |

#### 8ecirconscription
| Candidat       | Candidat       | Parti                    | Premier tour | Premier tour | Deuxième tour | Deuxième tour |
| Candidat       | Candidat       | Parti                    | Voix         | %            | Voix          | %             |
| -------------- | -------------- | ------------------------ | ------------ | ------------ | ------------- | ------------- |
|                | Albert Masurel | Républicain progressiste | 9 404        | 46,46        | 10 275        | 50,60         |
|                | Gustave Dron   | Républicain radical      | 6 934        | 34,26        | 10 030        | 49,40         |
|                | Devraigne      | POF                      | 3 903        | 19,28        |               |               |
|                |                |                          |              |              |               |               |
| Inscrits       | Inscrits       | Inscrits                 | 22 737       | 100,00       | 22 737        | 100,00        |
| Votants        | Votants        | Votants                  | 20 335       | 89,44        | 20 415        | 89,79         |
| Abstention     | Abstention     | Abstention               | 2 402        | 10,56        | 2 322         | 10,21         |
| Blancs et nuls | Blancs et nuls | Blancs et nuls           | 94           | 0,46         | 110           | 0,54          |
| Exprimés       | Exprimés       | Exprimés                 | 20 241       | 99,54        | 20 305        | 99,46         |

##### Élection du 25 décembre 1898 à la suite de l'invalidation de l'élection d'Albert Masurel
| Candidat       | Candidat       | Parti                    | Premier tour | Premier tour |
| Candidat       | Candidat       | Parti                    | Voix         | %            |
| -------------- | -------------- | ------------------------ | ------------ | ------------ |
|                | Gustave Dron   | Républicain radical      | 10 698       | 53,65        |
|                | Albert Masurel | Républicain progressiste | 9 241        | 46,35        |
|                |                |                          |              |              |
| Inscrits       | Inscrits       | Inscrits                 | 22 513       | 100,00       |
| Votants        | Votants        | Votants                  | 20 131       | 89,42        |
| Abstention     | Abstention     | Abstention               | 2 382        | 10,58        |
| Blancs et nuls | Blancs et nuls | Blancs et nuls           | 192          | 0,95         |
| Exprimés       | Exprimés       | Exprimés                 | 19 939       | 99,05        |

### Arrondissement de Valenciennes

#### 1recirconscription
| Candidat       | Candidat           | Parti                    | Premier tour | Premier tour | Deuxième tour | Deuxième tour |
| Candidat       | Candidat           | Parti                    | Voix         | %            | Voix          | %             |
| -------------- | ------------------ | ------------------------ | ------------ | ------------ | ------------- | ------------- |
|                | Renard             | Rallié                   | 4 822        | 40,43        | 5 539         | 46,84         |
|                | Emile Weill-Mallez | Républicain progressiste | 4 169        | 34,96        | 6 286         | 53,16         |
|                | Zéphirin Camélinat | Socialiste               | 2 935        | 24,61        |               |               |
|                |                    |                          |              |              |               |               |
| Inscrits       | Inscrits           | Inscrits                 | 15 185       | 100,00       | 15 204        | 100,00        |
| Votants        | Votants            | Votants                  | 12 150       | 80,01        | 12 170        | 80,04         |
| Abstention     | Abstention         | Abstention               | 3 035        | 19,99        | 3 034         | 19,96         |
| Blancs et nuls | Blancs et nuls     | Blancs et nuls           | 224          | 1,84         | 345           | 2,83          |
| Exprimés       | Exprimés           | Exprimés                 | 11 926       | 98,16        | 11 825        | 97,17         |

#### 2ecirconscription
| Candidat       | Candidat                        | Parti                    | Premier tour | Premier tour | Deuxième tour | Deuxième tour |
| Candidat       | Candidat                        | Parti                    | Voix         | %            | Voix          | %             |
| -------------- | ------------------------------- | ------------------------ | ------------ | ------------ | ------------- | ------------- |
|                | Charles Thellier de Poncheville | Rallié                   | 6 600        | 40,57        | 7 307         | 45,28         |
|                | Ferdinand Lepez                 | Républicain progressiste | 5 590        | 34,36        | 8 831         | 54,72         |
|                | Dazet                           | POF                      | 4 077        | 25,06        |               |               |
|                |                                 |                          |              |              |               |               |
| Inscrits       | Inscrits                        | Inscrits                 | 22 183       | 100,00       | 22 187        | 100,00        |
| Votants        | Votants                         | Votants                  | 16 809       | 75,77        | 16 572        | 74,69         |
| Abstention     | Abstention                      | Abstention               | 6 174        | 27,83        | 5 615         | 25,31         |
| Blancs et nuls | Blancs et nuls                  | Blancs et nuls           | 542          | 3,22         | 434           | 2,62          |
| Exprimés       | Exprimés                        | Exprimés                 | 16 267       | 96,78        | 16 138        | 97,38         |

#### 3ecirconscription
| Candidat       | Candidat             | Parti                           | Premier tour | Premier tour | Deuxième tour | Deuxième tour |
| Candidat       | Candidat             | Parti                           | Voix         | %            | Voix          | %             |
| -------------- | -------------------- | ------------------------------- | ------------ | ------------ | ------------- | ------------- |
|                | Auguste-Robert Selle | Socialiste (soutenu par le POF) | 7 723        | 41,90        | 7 017         | 39,13         |
|                | Hector Sirot-Mallez  | Républicain progressiste        | 6 595        | 35,78        | 10 914        | 60,87         |
|                | Caullet              | Républicain progressiste        | 4 116        | 22,33        |               |               |
|                |                      |                                 |              |              |               |               |
| Inscrits       | Inscrits             | Inscrits                        | 22 462       | 100,00       | 22 361        | 100,00        |
| Votants        | Votants              | Votants                         | 18 696       | 83,23        | 18 176        | 81,28         |
| Abstention     | Abstention           | Abstention                      | 3 766        | 16,77        | 4 185         | 18,72         |
| Blancs et nuls | Blancs et nuls       | Blancs et nuls                  | 262          | 1,40         | 245           | 1,35          |
| Exprimés       | Exprimés             | Exprimés                        | 18 434       | 98,60        | 17 931        | 98,65         |